# Red Barrels
Red Barrels – kanadyjski producent gier komputerowych. Firma została założona przez Philippe'a Morina, Davida Chateauneufa i Hugo Dallaire'a w 2011 roku. Red Barrels jest twórcą Outlast. Siedziba firmy znajduje się w Montreal w Kanadzie.

## Opracowane gry
| Rok  | Tytuł                 | Platfotmy                                                                 |
| ---- | --------------------- | ------------------------------------------------------------------------- |
| 2013 | Outlast               | Microsoft Windows, PlayStation 4, Xbox One, macOS, Linux, Nintendo Switch |
| 2014 | Outlast Whistleblower | Microsoft Windows, PlayStation 4, Xbox One, macOS, Linux, Nintendo Switch |
| 2017 | Outlast 2             | Microsoft Windows, PlayStation 4, Xbox One, Nintendo Switch               |
| 2023 | The Outlast Trials    | Microsoft Windows                                                         |